# Власов, Андрей Яковлевич
Андрей Яковлевич Власов (2 [15] октября 1913, Авдеевка, Калужская губерния — 10 мая 1982, Томск) — гвардии капитан Советской Армии, участник Великой Отечественной войны, Герой Советского Союза (1945).

## Биография
Андрей Власов родился 2 (15) октября 1913 года в деревне Авдеевка (ныне — Жиздринский район Калужской области) в крестьянской семье. Получил начальное образование, работал в колхозе. В 1935 году был призван на службу в Рабоче-крестьянскую Красную Армию. Окончил полковую школу, затем курсы младших лейтенантов. С декабря 1943 года — на фронтах Великой Отечественной войны. К апрелю 1945 года гвардии капитан Андрей Власов командовал танковой ротой, 1-го танкового батальона, 40-й гвардейской танковой бригады (11-го гвардейского танкового корпуса, 1-й гвардейской танковой армии, 1-го Белорусского фронта). Отличился во время штурма Берлина.
24 апреля 1945 года во главе штурмовой группы Власов первым ворвался на южную окраину Берлина в Карлсхорсте и захватил железнодорожную станцию с несколькими эшелонами и бронепоездом. В бою группой было уничтожено 4 танка и 6 орудий, причём сама она не понесла потерь. Во время дальнейшего продвижения рота Власова вышла к Шпрее и успешно обеспечила переправу советских танковых подразделений через реку. За два дня боёв рота Власова заняла 18 городских кварталов Берлина.
Указом Президиума Верховного Совета СССР от 31 мая 1945 года за «мужество, отвагу и героизм, проявленные в борьбе с немецкими захватчиками» гвардии капитан Андрей Власов был удостоен высокого звания Героя Советского Союза с вручением ордена Ленина и медали «Золотая Звезда» за номером 4574.
В 1946 году в звании капитана Власов был уволен в запас. Проживал в Томске, в 1948—1964 годах работал в органах внутренних дел, затем — в НИИ ПММ Томского государственного университета. Скончался 10 мая 1982 года, похоронен на томском кладбище Бактин.

## Награды
- орден Александра Невского
- два ордена Отечественной войны 1-й степени
- два ордена Красной Звезды
- а также ряд медалей[1].

## Память
- Именем Героя Советского Союза А. Я. Власова назван сквер в городе Томске.